# 科伊纳杜古区

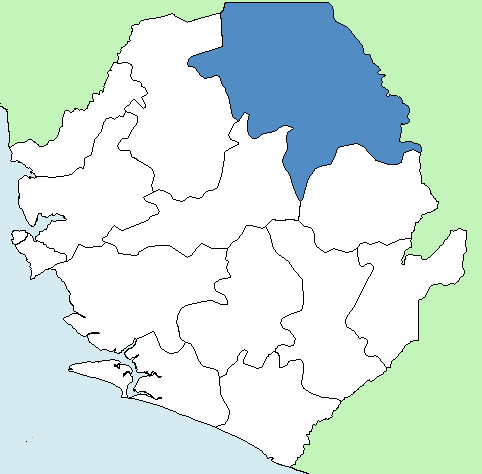
科伊纳杜古区

科伊纳杜古区（英文：Koinadugu District）是塞拉利昂16区之一，首府卡巴拉。它是塞拉利昂北部省的一個區，也是塞拉利昂面積最大的一個區。根据2015年塞拉利昂全国人口普查，科伊纳杜古区的人口为 404,097。面積為12121平方公里。
9°30′N 11°30′W / 9.5°N 11.5°W